# 曼哈頓街區列表

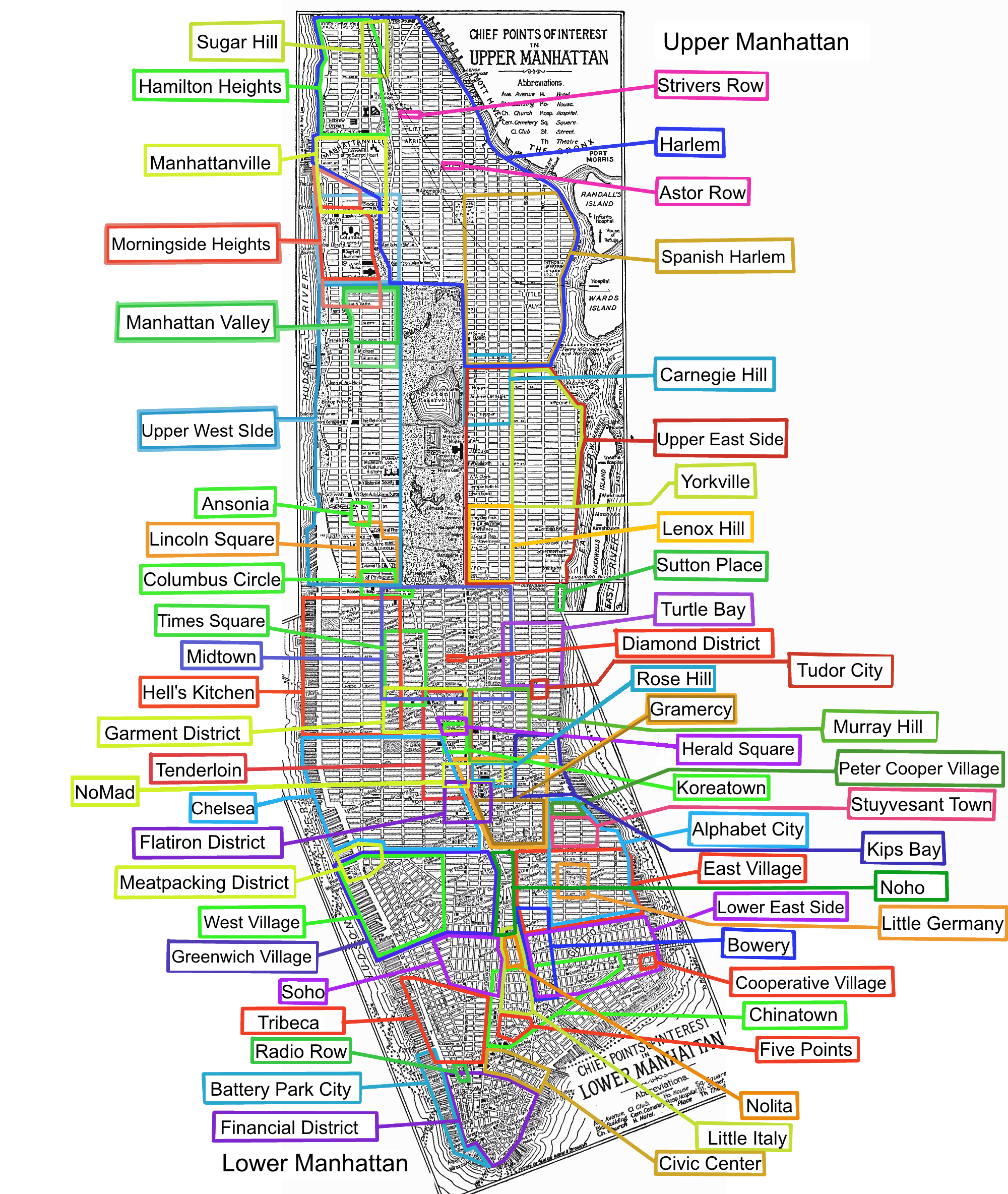
部分曼哈頓街區的大略位置

本條目是紐約市曼哈頓的街區列表。
主要使用定義如下
- 上曼哈頓是第96街（英语：96th Street (Manhattan)）以北區域。
- 下曼哈頓是第14街以南區域。
- 曼哈頓中城是第34街與第59街之間的區域。
- 西城是第五大道以西的區域。東城是第五大道以東的區域。

街區的名稱與分界並未有正式定義，常隨著時間而變化。

## 上城街區
| 街區名稱                                   | 分界                                                                  |
| ------------------------------------------ | --------------------------------------------------------------------- |
| 上曼哈頓                                   | 第96街以北                                                            |
| 大理石山                                   | 位於哈林河對岸，1914年起與北美大陸本土的布朗克斯相連。                |
| 英伍德                                     | 戴克曼街以北                                                          |
| 喬治堡（華盛頓高地一部份）                 | 百老匯大道東側的第181街至戴克曼街                                     |
| 華盛頓高地                                 | 第155街至戴克曼街                                                     |
| 哈德遜高地（華盛頓高地一部份）             | 百老匯大道西側的第181街至崔恩堡公園                                   |
| 西哈林區                                   | 第125街至第155街；聖尼古拉斯大道至百老匯大道                          |
| 漢密爾頓高地（哈林區一部份）               | 第135街至第155街；百老匯大道至哈德遜河                                |
| 曼哈頓維爾                                 | 第125街至第135街；聖尼古拉斯大道至哈德遜河                            |
| 晨邊高地                                   | 第110街至第125街；晨邊車道到河畔車道                                  |
| 中哈林區                                   | 第11街至第155街；公園大道至聖尼古拉斯大道                             |
| 哈林區                                     | 第96街至第141街（東），第110街至第155街（中），第125街至第155街（西） |
| 聖尼古拉斯歷史區，俗稱奮鬥者街（中哈林區） | 第137街至第138街；第七大道至第八大道                                  |
| 阿斯特街（中哈林區）                       | 集中在西第130街                                                       |
| 糖山（中哈林區）                           | 第145街至第155街；艾基康大道至阿姆斯特丹大道                          |
| 馬庫斯·加維公園（莫里斯山公園歷史區）      | 第120街至第124街；麥迪遜大道至第五大道                                |
| 小塞內加爾                                 | 晨邊公園東側第116街                                                   |
| 東哈林區（西班牙哈林）                     | 第96街至第141街；東河至第五大道                                       |
| 上東城                                     | 東59街至第96街；東河至第五大道（以及第五大道的第96街至第110街）       |
| 萊諾克斯山                                 | 第60街至第77街；東河至公園大道                                        |
| 卡內基山                                   | 第86街至第98街；第三大道至第五大道（集中在東第91街與公園大道）        |
| 約克維爾                                   | 第79街至第9街；東河至第三大道（集中在東第86街與第三大道）             |
| 上西城                                     | 第59街至第110街；中央公園西至哈德遜河                                 |
| 曼哈頓谷（布魯明戴爾區）                   | 第96街至第110街；中央公園西至百老匯大道                               |
| 林肯廣場（舊名聖胡安山）                   | 第59街至第66街；哥倫布大道至百老匯大道                                |

## 中城街區
| 街區名稱                             | 分界                                 |
| ------------------------------------ | ------------------------------------ |
| 哥倫布圓環                           | 第59街至第八大道                     |
| 薩頓廣場                             | 第53街至第59街；第一大道至薩頓廣場   |
| 洛克斐勒中心                         | 第49街至第51街；第五大道至第六大道   |
| 鑽石區                               | 第五大道至第六大道之間的第47街       |
| 劇場區                               | 第42街至第53街；第六大道至第八大道   |
| 烏龜灣                               | 第42街至第53街；東河至萊辛頓大道     |
| 中城東                               | 第42街至第59街；東河至第五大道       |
| 中城                                 | 第40街至第59街；第三大道至第九大道   |
| 都鐸城                               | 第4街至第43街；第一大道至第二大道    |
| 小巴西                               | 第五大道至第六大道之間的第46街       |
| 時代廣場                             | 第39街至第52街；第七大道至第九大道   |
| 哈德遜城市廣場                       | 第28街至43街；第七大道至哈德遜河     |
| 中城西                               | 第34街至第59街；第五大道至哈德遜河   |
| 地獄廚房                             | 第34街至第59街；第八大道至哈德遜河   |
| 時裝區                               | 第3街至第42街；第五大道至第九大道    |
| 先驅廣場                             | 第34街與第六大道                     |
| 韓國城                               | 第31街至第36街；第五大道至第六大道   |
| 莫瑞山，俗稱小印度（舊稱小亞美尼亞） | 第34街至第40街；第三大道至麥迪遜大道 |
| 田德隆                               | 第23街至第42街；第五大道至第七大道   |
| 麥迪遜廣場                           | 第23街至第26街；第五大道至百老匯大道 |

## 中城與下城之間
| 街區名稱                    | 分界                                 |
| --------------------------- | ------------------------------------ |
| 花卉區                      | 第26街至第28街；第六大道至第七大道   |
| 布魯克戴爾                  | 羅斯福車道至第一大道的第25街         |
| 哈德遜城市廣場              | 第30街至第34街；哈德遜河至第十大道   |
| 基普灣                      | 第23街至第34街；東河至第三大道       |
| 玫瑰山                      | 北臨莫瑞山，南接格拉梅西公園         |
| 諾瑪德                      | 東25街至東29街；麥迪遜大道至第六大道 |
| 彼得庫柏村†（舊稱煤氣屋區） | 第20街至第23街；C大道至第一大道      |
| 切爾西                      | 第14街至第34街；第六大道至哈德遜河   |
| 熨斗區                      | 第16街至第27街；公園大道至第六大道   |
| 格拉梅西公園                | 第14街至第23街；第一大道至公園大道   |
| 史岱文森廣場                | 第15街至第18街；第一大道至第三大道   |
| 聯合廣場                    | 第14街至第17街；第四大道至大學廣場   |
| 史岱文森鎮†（舊稱煤氣屋區） | 第14街至第20街；C大道至第一大道      |
| 肉庫區                      | 何瑞修街至第15街；哈德遜街至哈德遜河 |
| 水岸廣場                    | 第25街至第29街；東河至羅斯福車道     |

†大型房產開發

## 下城街區
| 街區名稱             | 分界                                               |
| -------------------- | -------------------------------------------------- |
| 下曼哈頓             | 第14街以南                                         |
| 小德國 (historic)    | 第7街至第10街；A大道至B大道                        |
| 字母城與洛伊賽達     | 豪斯頓街至第14街；羅斯福車道至A大道                |
| 東村                 | 豪斯頓街至第14街；東河至包厘街                     |
| 格林威治村           | 豪斯頓街至第14街；百老匯大道至哈德遜河             |
| 諾荷區               | 豪斯頓街至阿斯特廣場；包厘街至百老匯大道           |
| 包厘街               | 運河街至第4街；包厘街                              |
| 西村                 | 豪斯頓街至第14街；第六大道（或第七大道）至哈德遜河 |
| 下東城               | 運河街至豪斯頓街；東河至包厘街                     |
| 蘇荷區               | 運河街至豪斯頓街；拉法葉街至瓦瑞克街               |
| 諾利塔               | 布魯姆街至豪斯頓街；包厘街至拉法葉街               |
| 小澳大利亞           | 諾利塔的茂比利街與勿街                             |
| 小義大利             | 運河街至布魯姆街之間的茂比利街                     |
| 中國城               | 錢伯斯街至德蘭西街；東百老匯大街至百老匯大道       |
| 金融區               | 錢伯斯街以南                                       |
| 五點區（歷史名稱）   | 沃斯街與巴士特街                                   |
| 合作村†              | 法蘭克福街至格蘭街；羅斯福車道至東百老匯大街       |
| 雙橋                 | 布魯克林大橋至蒙哥馬利街；聖詹姆斯廣場至東河       |
| 翠貝卡               | 維西街至運河街；百老匯大道至哈德遜河               |
| 市政中心             | 維西街至錢伯斯街；東河至百老匯大道                 |
| 無線電街（歷史名稱） | 科特蘭街至戴伊街之間的格林威治街                   |
| 南街海港歷史區       | 富爾頓街以南的羅斯福車道沿線                       |
| 砲台公園城†          | 西街以西                                           |
| 小敘利亞（歷史名稱） | 砲台公園至雷克托街之間的華盛頓街                   |

†大型房產開發

## 島嶼
- 埃利斯島
- 總督島
- 自由島
- 蘭德爾與沃茲島（英语：Randalls and Wards Islands）
- 羅斯福島